# Заврх-при-Троянах
Заврх-при-Троянах (словен. Zavrh pri Trojanah) — поселення в общині Луковиця, Осреднєсловенський регіон, Словенія. 
Висота над рівнем моря: 628,9 м.